# Allactaga balikunica
Allactaga balikunica là một loài động vật có vú trong họ Dipodidae, bộ Gặm nhấm. Loài này được Hsia & Fang mô tả năm 1964.

## Hình ảnh

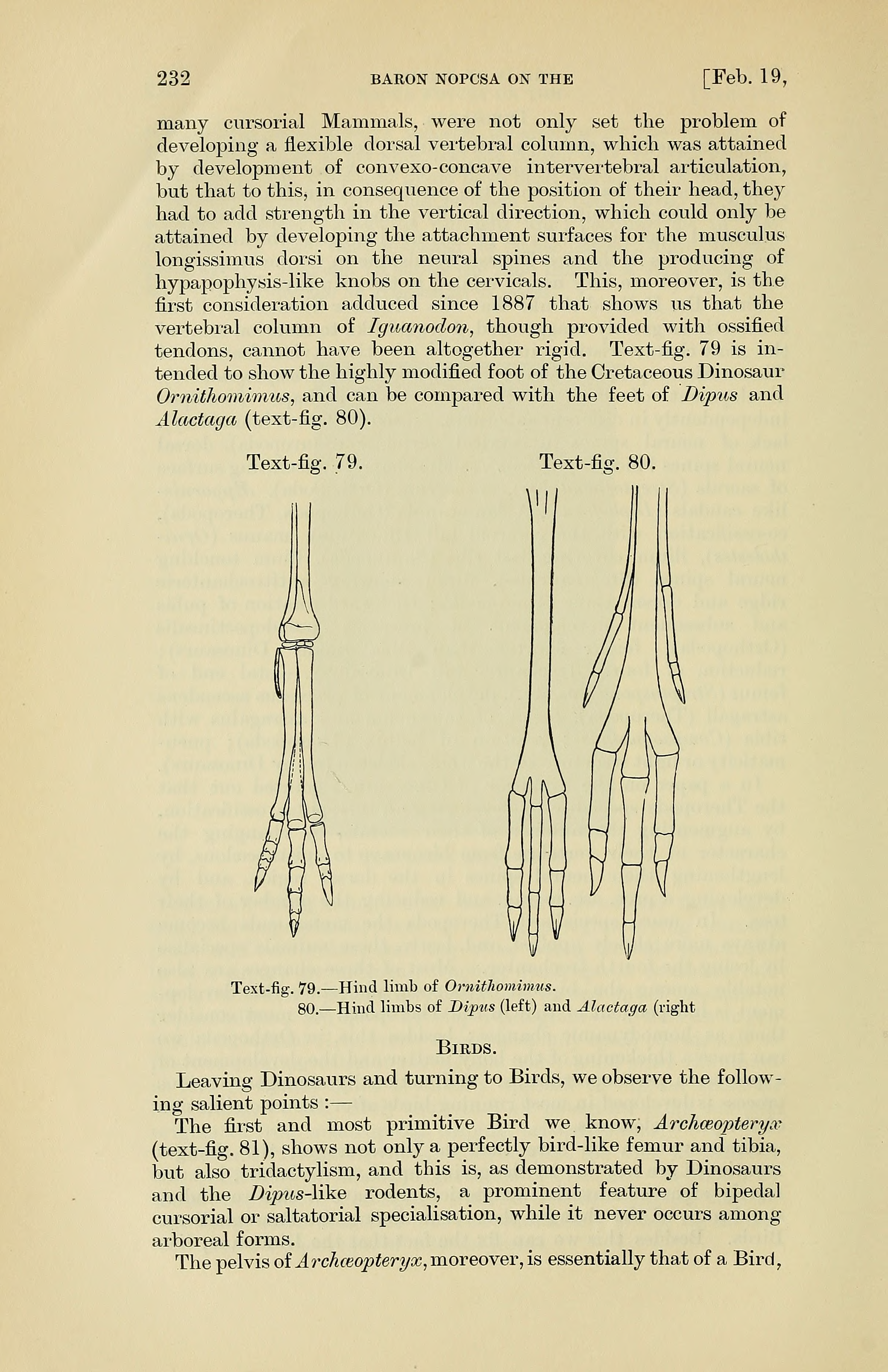